# Georg Fuchs
Georg Fuchs (Danzig, 17. prosinca 1856. -  Münster, 29. rujna 1939.) je bio njemački general i vojni zapovjednik. Tijekom Prvog svjetskog rata zapovijedao je X. i XIV. pričuvnim korpusom i Armijskim odjelom C na Zapadnom bojištu.

## Vojna karijera
Georg Fuchs rođen je 17. prosinca 1856. u Danzigu. U prusku vojsku stupio je 1877. godine. Od 1885. pohađa Prusku vojnu akademiju, nakon čega služi kao časnik u Glavnom stožeru u Berlinu. U listopadu 1898. postaje predavač na vojnoj akademiji, nakon čega od siječnja 1904. ponovno služi kao stožerni časnik i to u stožeru VII. korpusa, te nakon toga u Glavnom stožeru. Čin pukovnika dostigao je 1907. godine, general bojnikom je postao 1911. godine, dok je 1914. godine promaknut u čin general poručnika kada je postao i zapovjednikom 16. pješačke divizije smještene u Trieru na čijem čelu dočekuje i početak Prvog svjetskog rata.

## Prvi svjetski rat
Na početku Prvog svjetskog rata 16. pješačka divizija nalazila se u sastavu 4. armije kojom je zapovijedao Albrecht od Württemberga. Zapovijedajući navedenom divizijom Fuchs sudjeluje u okupaciji Luksemburga. 
U kolovozu 1916. Fuchs postaje zapovjednikom X. pričuvnog korpusa. Navedenim korpusom Fuchs zapovijeda svega dva mjeseca s obzirom na to da u listopadu dobiva novo zapovjedništvo i to nad XIV. pričuvnim korpusom koji se nalazio u sastavu 7. armije pod zapovjedništvom Richarda von Schuberta. U ožujku 1917. Fuchs postaje zapovjednikom Armijskog odjela C zamijenivši na tom mjestu na tom mjestu Maxa von Boehna. Navedenim armijskim odjelom zapovijeda sve do pred kraj rata.

## Poslije rata
Nakon potpisivanja primirja Fuchs u prosincu 1918. postaje zapovjednikom 5. armije, te organizira povratak jedinica navedene armije u domovinu. U siječnju 1919. se umirovljuje.
Georg Fuchs preminuo je 6. studenog 1936. godine u 83. godini života u Münsteru.

## Vanjske poveznice
(eng.) Georg Fuchs na stranici Prussianmachine.com

(njem.) Georg Fuchs na stranici Deutschland14-18.de
| Prethodnik:   | Zapovjednik Armijskog odjela C Georg Fuchs | Nasljednik:      |
| Max von Boehn | Zapovjednik Armijskog odjela C Georg Fuchs | Eduard von Below |